# Pamiątka (wzorzec projektowy)
Pamiątka (ang. Memento) – czynnościowy wzorzec projektowy. Jego zadaniem jest zapamiętanie i udostępnienie na zewnątrz wewnętrznego stanu obiektu bez naruszania hermetyzacji. Umożliwia to przywracanie zapamiętanego stanu obiektu.

## Przykład zastosowania
Pamiątka może zostać wykorzystana w procesorze tekstu do zaimplementowania operacji "Cofnij" oraz "Ponów". Za każdym razem kiedy użytkownik wykonuje jakąś akcję – wprowadza tekst, zmienia wielkość czcionki czy jej kolor – tworzony jest obiekt pamiątki zapamiętujący bieżący stan dokumentu. Gdy użytkownik zleci wycofanie ostatniej operacji, stan dokumentu zostanie odtworzony za pomocą wcześniej zapisanej pamiątki.
Inny przykład zastosowania tego wzorca projektowego to ziarno generatora liczb pseudolosowych czy pojedynczy stan automatu skończonego.

## Struktura wzorca
Wzorzec Pamiątka składa się z: 

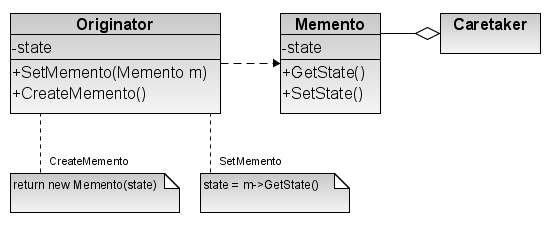
Diagram klas wzorca Pamiątka

- klasy Originator z metodami CreateMemento i SetMemento,
- klasy Memento zawierającej metody SetState oraz GetState, umożliwiających obiektowi odpowiednio zapisanie swojego stanu do pamiątki albo pobranie zapisanego stanu obiektu, dla którego została stworzona pamiątka,
- klasy Caretaker, która odpowiada za przechowywanie stworzonych pamiątek.

## Konsekwencje stosowania
Jedną z konsekwencji stosowania tego wzorca jest umożliwienie zachowania hermetyzacji obiektu dla którego tworzona jest pamiątka. Jedną z wad Pamiątki jest to, że ich używanie może być kosztowne jeżeli chodzi o wykorzystywaną pamięć.